# Jewelry Television
Jewelry Television ou Jewelry TV é uma emissora de televisão norte-americana, semelhante à Home Shopping Network. Foi formalmente chamada de "America's Collectibles Network" (ACN). A Jewelry TV tem uma área estimada de mais de 80 milhões de telespectadores nos Estados Unidos. A sede da Jewelry Television está localizada em Knoxville, Tennessee.